# Baskervilla stenopetala
Baskervilla stenopetala är en orkidéart som beskrevs av Robert Louis Dressler. Baskervilla stenopetala ingår i släktet Baskervilla och familjen orkidéer.
Artens utbredningsområde är Panamá. Inga underarter finns listade i Catalogue of Life.